# Dechmia
Dechmia est une commune de la wilaya de Bouira en Algérie.

## Géographie
La commune de Dechmia est distante de la Daira de Sour-El-Ghozlane de 14 km environs vers l'Ouest. Elle est située sur le tronçon Sour-El-Ghozlane - Bensehaba. 
Populations : les habitants de Dechmia appartiennent à la grande tribu des Ouleds Mériem, une partie des tribus des Ouleds Farha et Ouleds Bouarif. Ouleds Gamra et Ouleds Benkahla, fractions de la grande tribu des Ouleds Meriem, peuplent aussi cette localité.
(Aissa TAIB)
| Bir Ben Abed (wilaya de Médéa) | Sedraia (wilaya de Médéa), Raouraoua |                  |
| Djouab (wilaya de Médéa)       | Dechmia                              | Sour El-Ghozlane |
| Ridane                         | Maamora                              |                  |

## Histoire
En 1947, lors des élections et à la suite de la victoire des Algériens, Niegelen a falsifié les résultats du scrutin au profit du colonisateur français. Les Algériens ont manifesté à la suite du trucage; il s'est ensuivi une répression aveugle par l'aviation française où l'on dénombrait 7 morts parmi la population arabe en représailles à la manifestation et au détournement de la caisse à urne par le nommé Messaoudi Naili, un habitant de la commune de Dechmia, emprisonné et condamné à mort, il sera libéré quelques mois plus tard.    
Le 20 juillet 1957, une embuscade est tendue par un commando de l'ALN à un convoi militaire français au douar Bensehaba. L'opération s'est soldée par la mort de 17 soldats français et la capture de 7 autres. Cette action a permis  de récupérer un important lot d'armes et de munitions.  (Aissa TAIB).